# Niklas Folin
Carl Niklas Folin, född 21 januari 1994 i Kungsbacka, är en svensk ishockeyspelare som spelar för Modo Hockey i Hockeyallsvenskan.
Han har varit uttagen till svenska U-landslagen två gånger och representerat Halland två gånger i TV-pucken. Han är bror till Christian Folin. Brödernas far, Martin Folin (tidigare Carlsson), spelade allsvensk fotboll för Västra Frölunda IF och Gais.